# 霍哈普爾山
46°38′4″N 12°43′56″E / 46.63444°N 12.73222°E
霍哈普爾山（德語：Hochalpl），是中歐的山峰，位於奧地利和意大利接壤的邊境，屬於卡爾尼克阿爾卑斯山脈的一部分，處於利恩茨以南22公里和托爾梅佐西北面33公里，海拔高度2,384米。